# Hierapolis

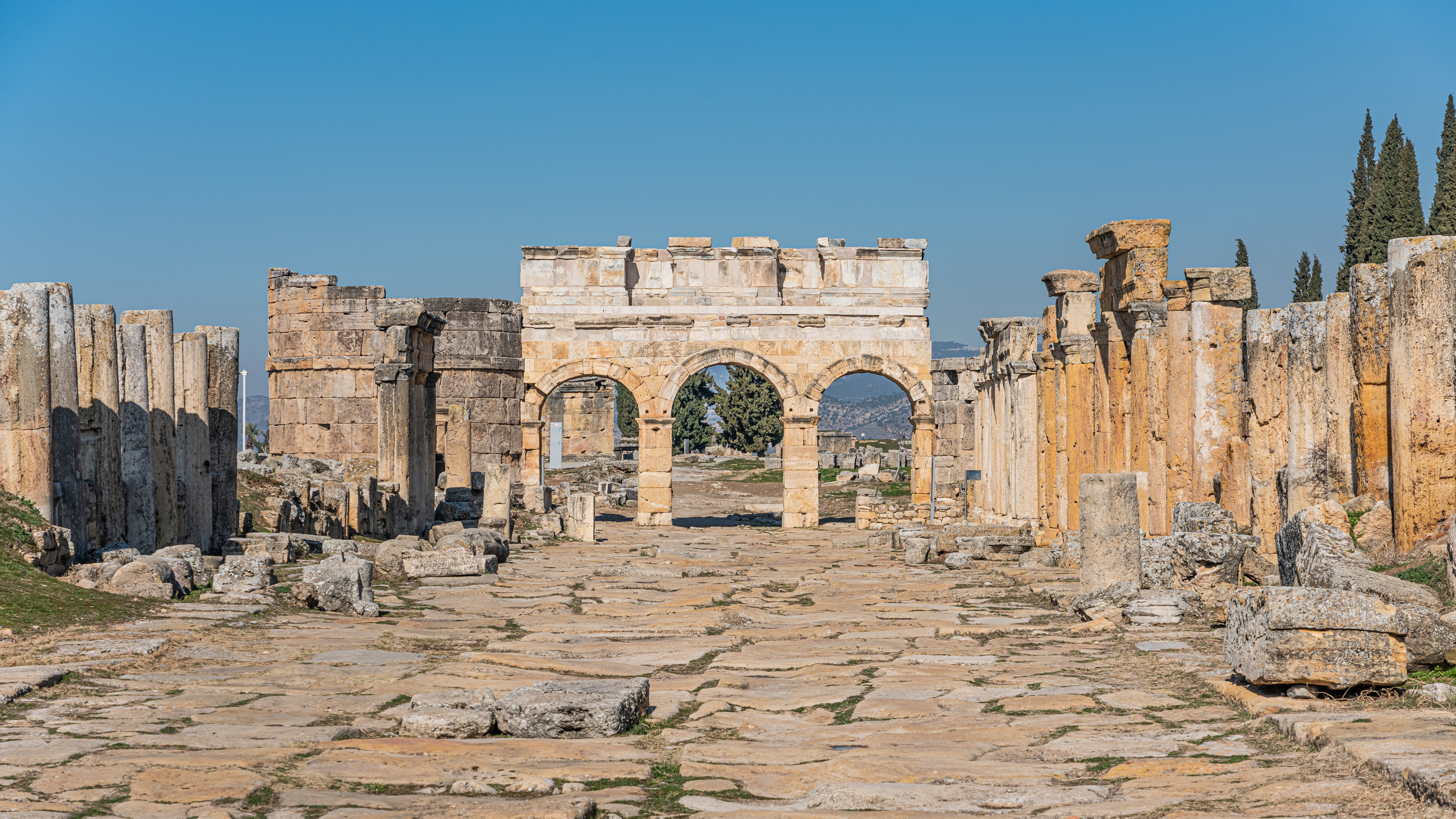
Hauptstraße mit Nordtor

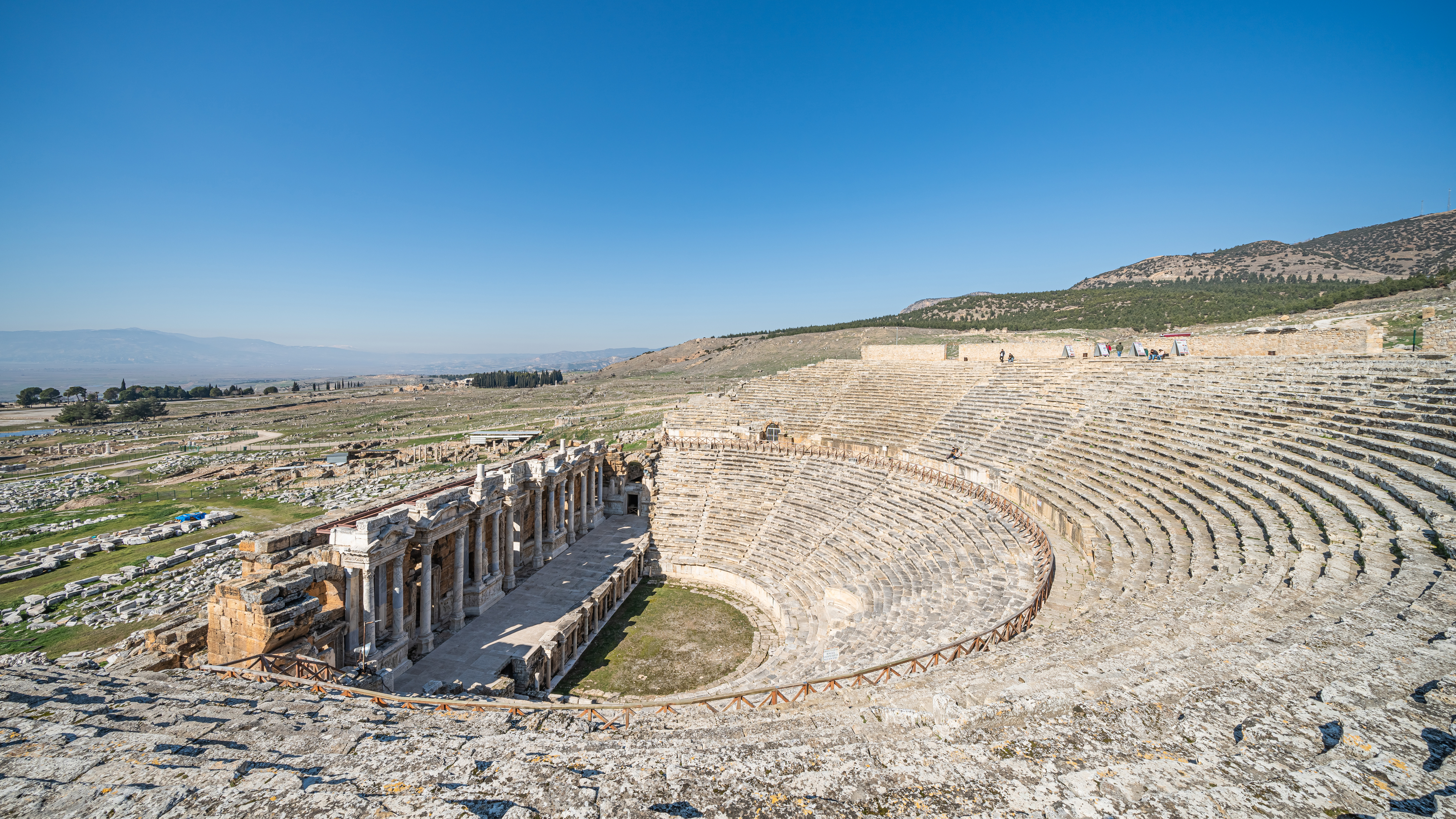
Blick vom Odeon über die Grabungsstelle Hierapolis

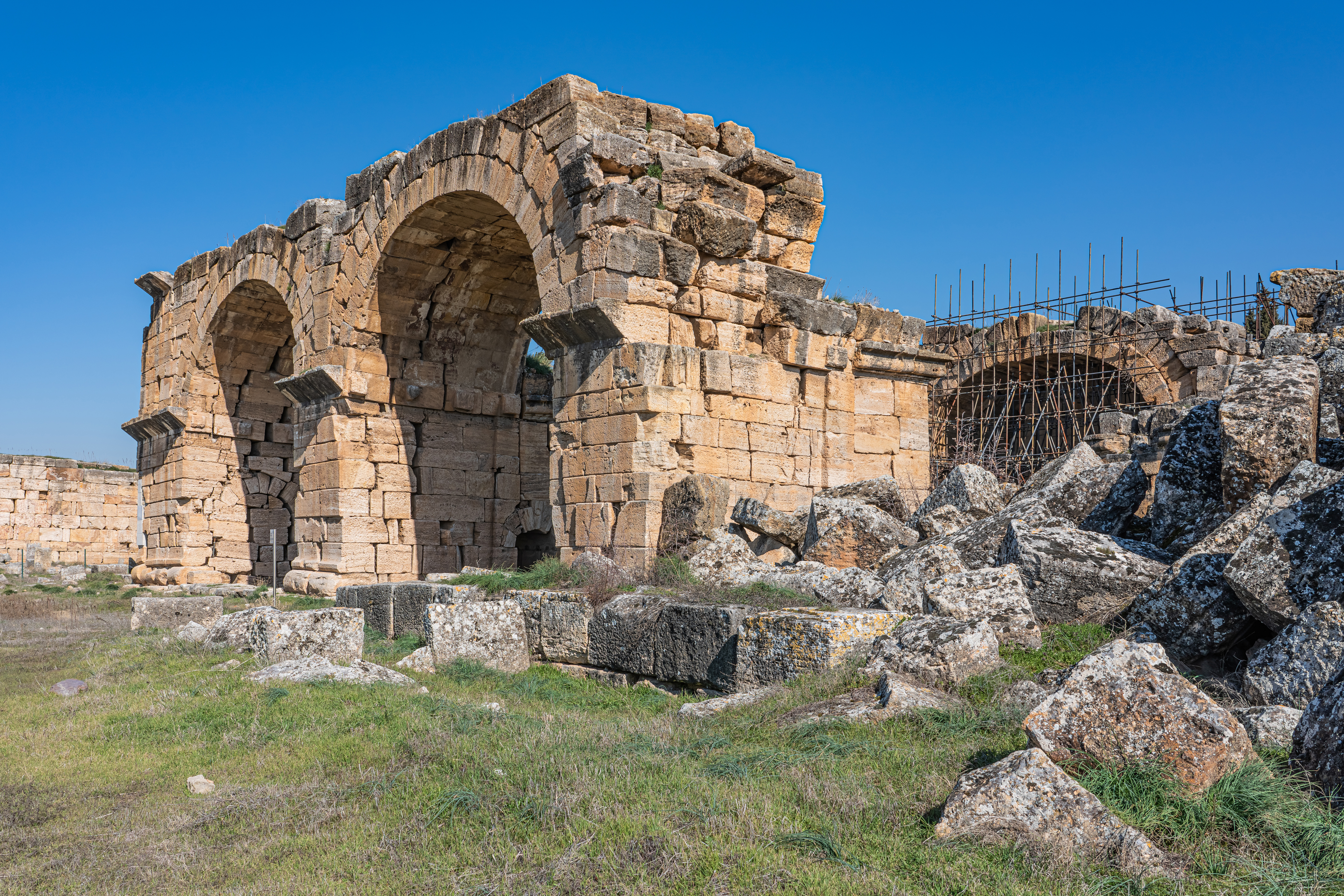
Ruinen der „Roten Basilika“ an der Nekropole

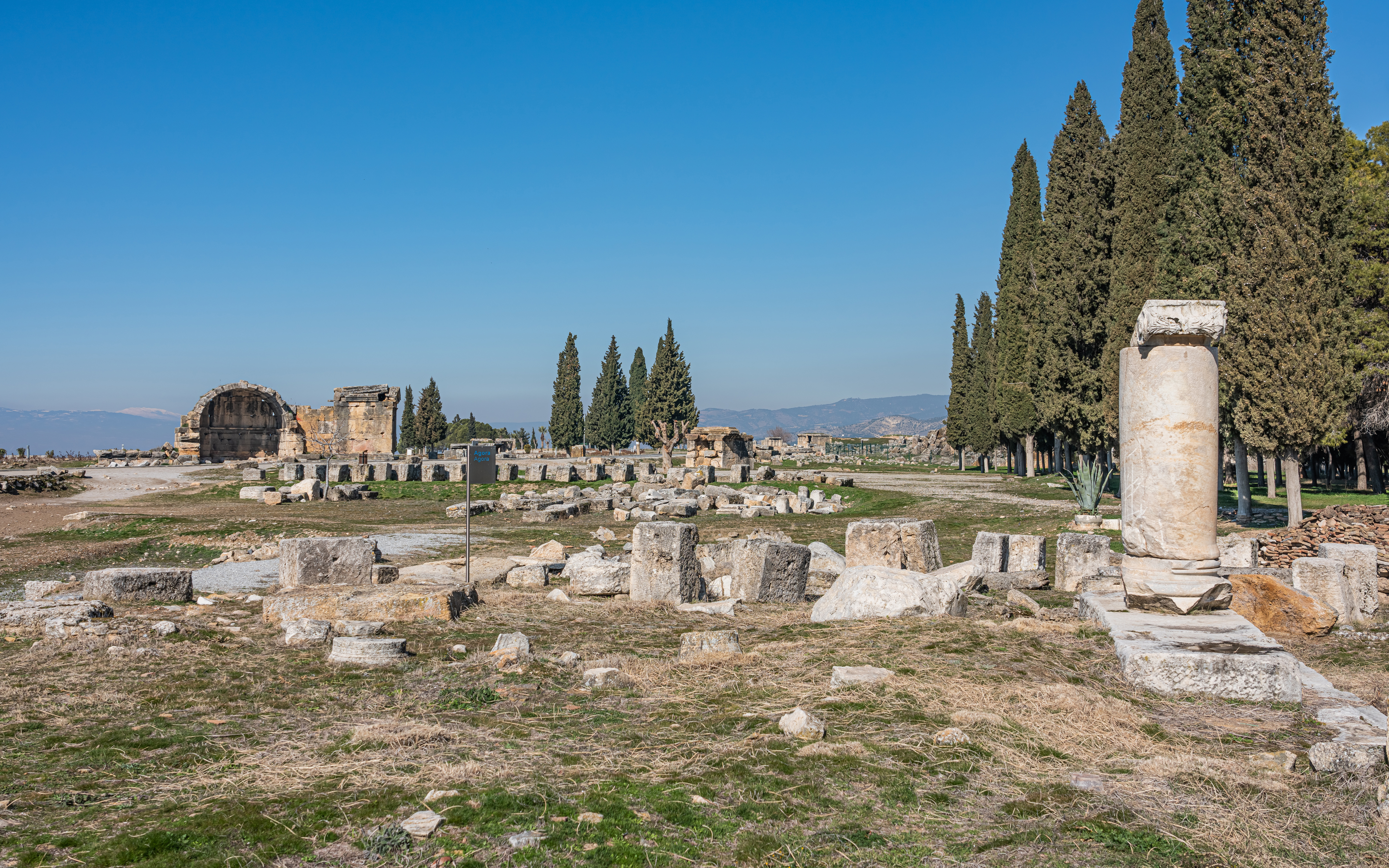
Agora in Hierapolis

Hierapolis (altgriechisch Ἱεράπολις „Heilige Stadt“, gelegentlich auch Hieropolis) war eine antike griechische Stadt in der Landschaft Phrygien in Kleinasien (heute Türkei, am Berg oberhalb von Pamukkale), gelegen am Rand des Lykos-Tals an der Straße im Hermos-Tal von Sardeis nach Apameia in Phrygien. Der Ort war schon im Altertum für die warmen Quellen berühmt, deren Wasser unterhalb der Stadt die weißen Kalksinterterrassen von Pamukkale entstehen ließ. Das Wasser diente zur Färbung von Wolle: Weberei und Textilhandel bildeten die Grundlagen des Reichtums der Stadt.

## Geschichte
Auch wenn die Stadt, wie ein mutmaßlich alter Kybelekult zeigt, wohl schon früher bestand, stammen die ältesten Zeugnisse aus dem 3. Jahrhundert v. Chr., als sie durch Antiochos II. neu gegründet wurde, ebenso wie ihre Nachbarstadt Laodikeia am Lykos. Ältere Siedlungsspuren sind durch Travertinschichten überdeckt. Durch Erdbeben wurde die Stadt 17 n. Chr. zerstört, danach aber in erweiterter Gestalt wiederaufgebaut. Im ersten und zweiten Jahrhundert entstanden Thermalbäder, Brunnen, Theater und Tempel. Aus dieser Zeit stammen auch die zahlreichen Sarkophage und Gräber in der Umgebung (Nekropole). Alle Bauten überstanden die kriegerischen Auseinandersetzungen zwischen den Türken und Byzantinern, bis sie 1334 durch ein Erdbeben vollkommen zerstört wurden.
Der Kirchenvater Papias von Hierapolis war hier im zweiten Jahrhundert Bischof. Er schrieb, dass er die Töchter des Evangelisten Philippus (nicht des Apostels), der die letzten Lebensjahre in Hierapolis lebte, persönlich kannte und von ihnen über die Apostel hörte.

## Sehenswürdigkeiten
- Odeon aus der Zeit Hadrians
- die Agora
- das Nymphäum
- Stadttore
- die gepflasterte Hauptstraße
- Tempelbauten
- Das Plutonion
- römische Bäder (die zum Teil in frühchristlicher Zeit zu religiösen Gebäuden umgebaut wurden)
- die Nekropole

### Nekropole

Schema der römischen Sägemühle von Hierapolis

Mehr als 1200 Gräber liegen vor dem Nordtor von Hierapolis. Sie gehören zu der größten antiken Totenstadt in Kleinasien. Hausförmige Sarkophage sind dort zu finden, tempelförmige Totenhäuser und Tumulusgräber, in deren Innerem sich oft eine Grabkammer mit Bänken befindet. Zahlreiche Inschriften geben Auskunft über die Toten. 2000 Jahre Witterungseinflüsse und mehrere Erdbeben haben an den Gräbern ihre Spuren hinterlassen.
Auf der Nordnekropole befindet sich auch der für die Technikgeschichte bedeutsame Sarkophag des Marcus Aurelius Ammianos, auf dem die erste bekannte wasserbetriebene Steinsägemühle abgebildet ist. Das Sägewerk aus der zweiten Hälfte des 3. Jahrhunderts n. Chr. gilt als die früheste bekannte Maschine, die eine Kurbel mit einer Pleuelstange zu einem Kurbelgleitmechanismus kombiniert.

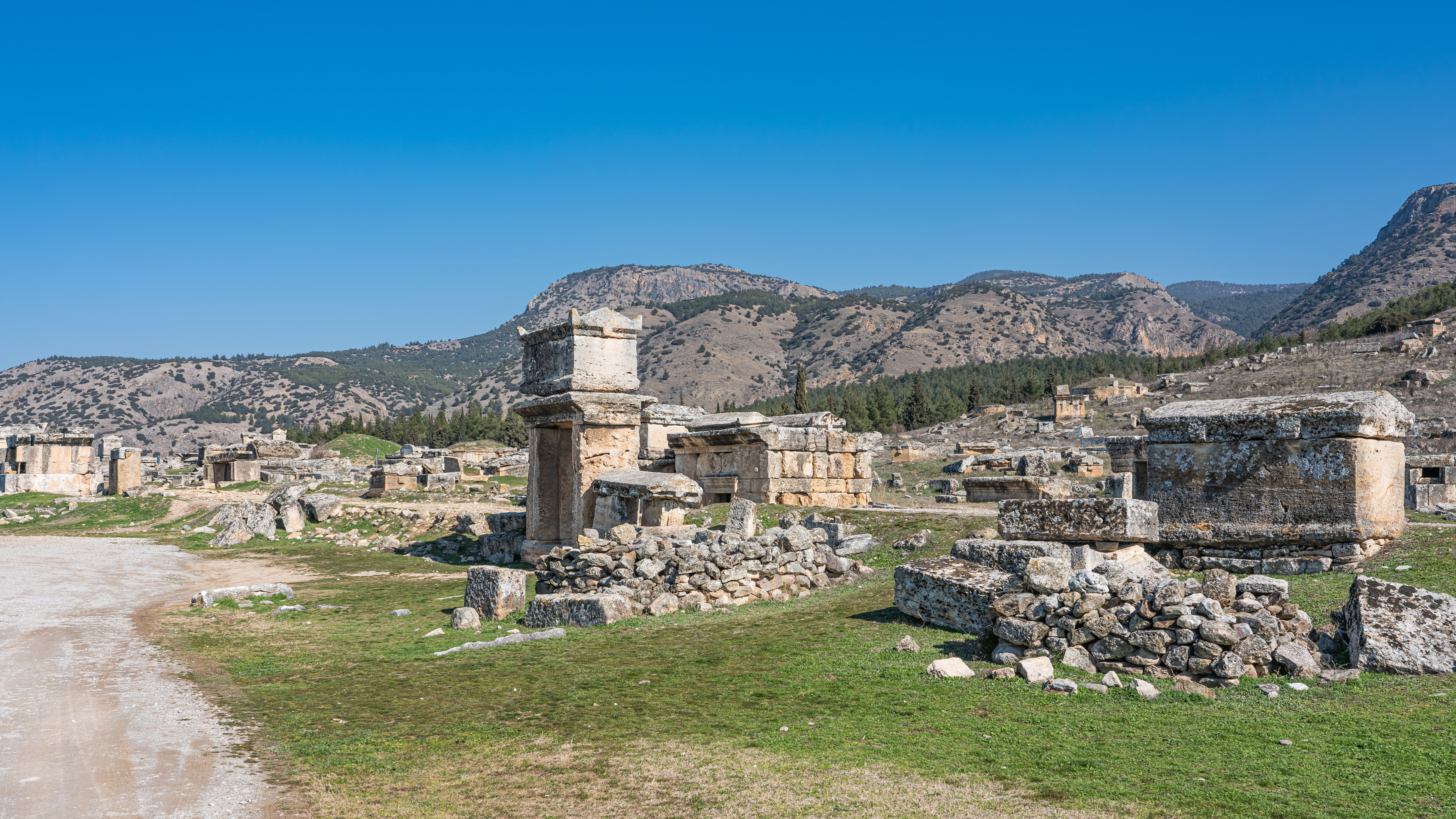
Sarkophage und Totenhäuser
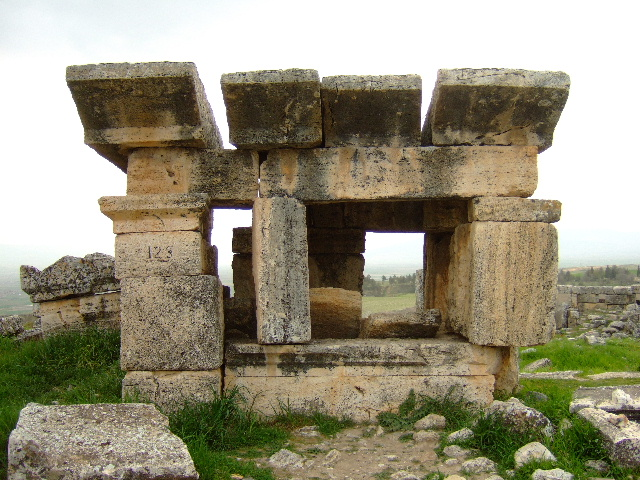
Tempelförmiges Totenhaus
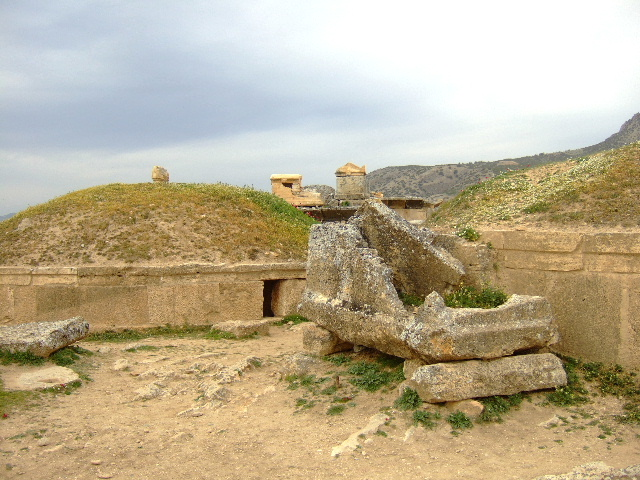
Tumulusgrab
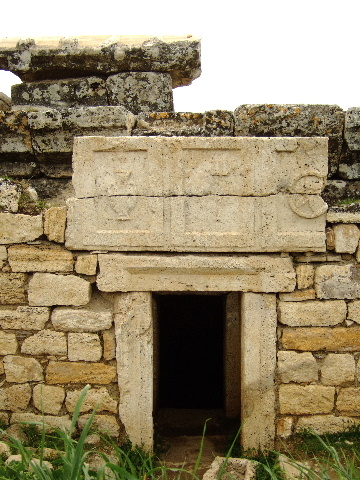
„Grab der Gladiatoren“
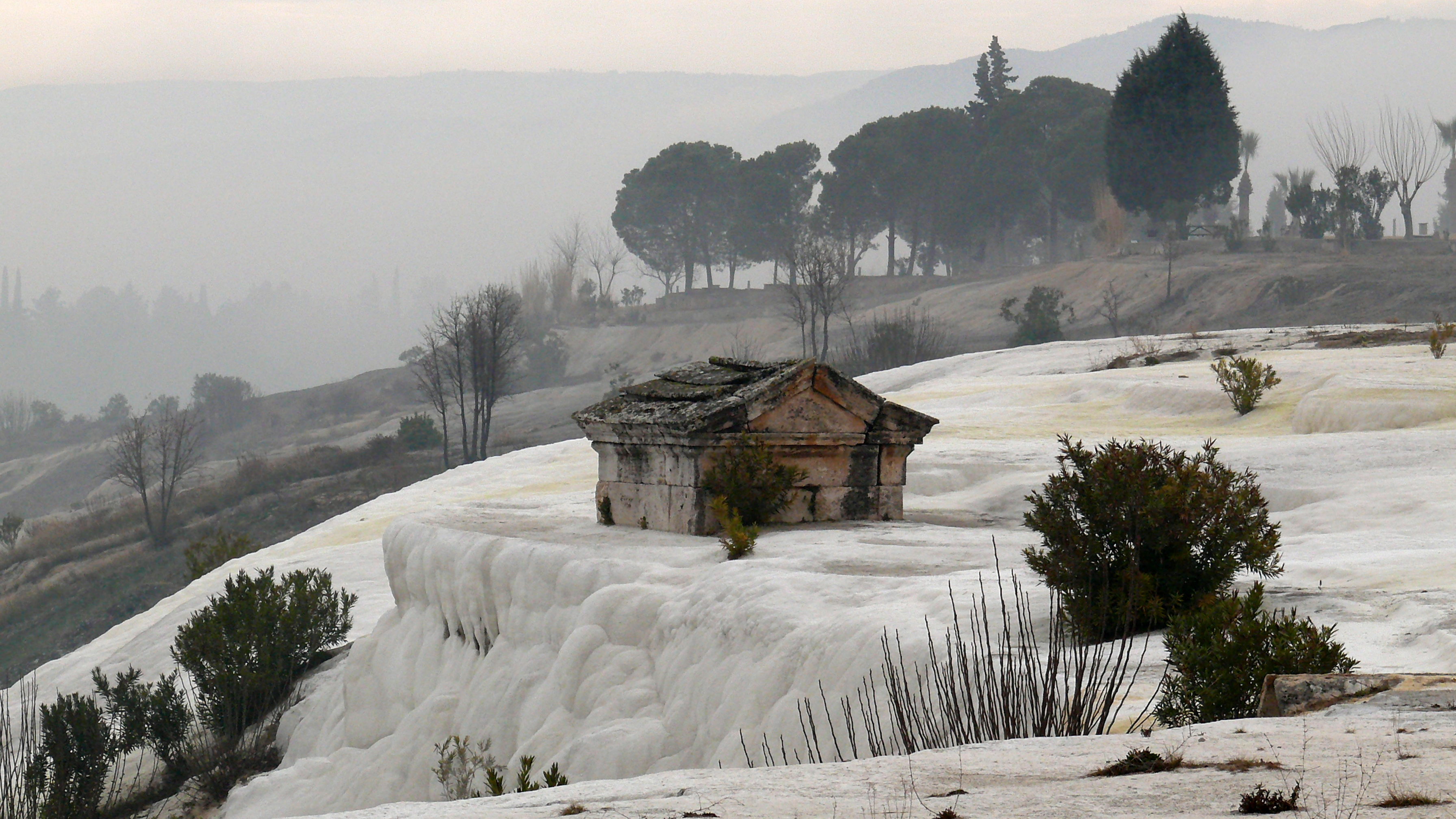
Grabmal in einer Sinterterrasse

## Neuzeit
Pamukkale und Hierapolis sind traditionelle Ausflugsziele für Antalya-Urlauber. Während der letzten Jahre ist dem steten Zuwachs an Tagestouristen Einhalt geboten worden: Es erfolgte der Abriss von Hotels innerhalb der historischen Anlage, Aufbau von Zäunen und ein Verbot für fliegende Händler.
Die Hotels leiteten das kalkhaltige Wasser früher zuerst in ihre Pools, in denen es abkühlte und der Kalk dabei ausfiel, so dass das Wasser aus den Pools nicht mehr zum Erhalt der Kalkterrassen taugte. Mit dem Abriss der Hotels wird heute das Wasser wieder auf die Terrassen geleitet. So werden die Terrassen gezielt wieder aufgebaut. Die Schäden durch den Massentourismus, als die Terrassen früher frei betreten werden konnten, wurden und werden so im Laufe der Zeit wieder behoben.
Die derzeitigen Ausgrabungs- und Rekonstruktionsarbeiten werden unter der Regie italienischer Hochschulen durchgeführt.